# Рингер, Ноа
Ноа Рингер (англ. Noah Ringer; род. 18 ноября 1996 года в городе Даллас, штат Техас, США) — американский актёр, известный по своей первой роли Аанга в фильме «Повелитель стихий». У него индийские корни.

## Жизнь и карьера
Ноа рос застенчивым ребёнком. Когда ему было десять лет, мама записала его в секцию «ATA Martial Arts» в Карроллтоне, которая является частью Американской Ассоциации Тайквондо («American Taekwondo Association», сокращенно — ATA). Первоначально он ходил туда крайне неохотно, однако вскоре втянулся и полюбил занятия. Рингер быстро стал добиваться успехов и вскоре начал участвовать в турнирах. В декабре 2008 года он получил первую степень чёрного пояса.
За то, что Рингер ходил с побритой головой, одноклассники прозвали его «Аватаром» (из-за схожести с Аангом, персонажем из мультсериала Аватар: Легенда об Аанге. Мастер Эрик Печасек (англ. Eric Pechacek), инструктор Рингера по тайквондо, начав смотреть мультсериал, также обратил внимание на сходство внешности и характера у Рингера и Аанга. Он предложил посмотреть мультсериал мальчику, который сразу же стал фанатом мультсериала «Аватар».
В июле 2008 года Эрик Печасек получил из ATA письмо с приглашением от Paramount Pictures к учащимся на кинопробы на роль Аанга в фильме «Аватар: Легенда об Аанге» (первоначальное название «Повелителя стихий»). Тренер убедил мальчика поучаствовать, − и он и его родители согласились. Для съёмок видео, которое нужно было отправить, Рингер использовал костюм Аанга, сшитый на прошлогодний Хэллоуин. Он продемонстрировал упражнение с Jahng Bong (древкообразный посох) и прочитал несколько строк. [12] Через месяц после отправки видео Рингера позвали в Филадельфию для встречи с режиссёром Найтом Шьямаланом. Ещё через месяц после этого ему официально предложили роль Аанга. У Рингера был один месяц, чтобы подготовиться к фильму. Он активно обучался с директором Линдой Сето (англ. Linda Seto) в «Далласской студии молодых актеров», занятия в которой он до сих пор посещает. Кроме того, он начал изучать различные виды боевых искусств, обучения которым он продолжил и во время съёмок.
После подписания контракта на участие в фильме «Повелитель стихий» он присоединился к «Creative Artists Agency».
Ноа вместе со своими товарищами по фильму «Повелитель стихий» — Николой Пельтц (англ. Nicola Peltz), Девом Патель (англ. Dev Patel) и Джексоном Рэтбоун (англ. Jackson Rathbone), приняли участие в шоу, посвящённому вручению премии Nickelodeon Kids Choice Awards 2010 года. Там Ноа дал интервью об этом фильме газете «Los Angeles Times».
С 1999 года, когда Джейк Ллойд был номинирован на «Худшую мужскую роль второго плана» и «Худшую экранную пару» за роль в «Звёздных войнах», Рингер стал первым ребёнком, номинированным на премию «Золотая малина» (вместе со всем актёрским составом фильма в категории «Худшая экранная пара»).
В марте 2011 года Рингер был номинирован в категории «Лучшая главная роль в художественном фильме в исполнении молодого актёра» на 32-й ежегодной премии «Молодой актёр (Young Artist Awards)».

## Боевые искусства
Первым турниром в ATA для Рингера был чемпионат мира в Арканзасе. Он занял первое место в каждой из категорий, в которых принимал участие. После того, как он увидел «экстремальные» выступления на этом турнире, Рингер решил начать тренировки в школе «Extreme Martial Arts» (экстремальных боевых искусств) (сокращенно — XMA), которая привлекла его собственными движениями и выбором музыки для выступлений. Кроме того, он овладел различными видами восточного оружия, в том числе bō, который использует Аанг, его персонаж в фильме. В течение первых двух лет занятий в ATA Ноа принял участие в 25 турнирах, выиграв 100 медалей, 80 из них — золотые . Получил титул «Соперник года» в Техасе в феврале 2008 года. Также Рингер получил звание «Чемпион Техаса» сезона 2008—2009 гг. в пяти категориях: традиционные формы соревнования, традиционное оружие, спарринг, экстремальные формы соревнования и экстремальные виды оружия.
Для съёмок в фильме «Повелитель стихий» Рингер изучил багуачжан, тайцзицюань и ушу. В отличие от «жесткого» тайквондо, эти стили можно считать «мягкими». Ноа продолжает тренироваться в американском тайквондо. В октябре 2010 года он получил чёрный пояс второй степени. Он тренирует других учеников в ATA, что является частью программы развития лидерства.. Кроме того, спортсмен занимается гимнастикой и начал изучать цайлифо.

## В жизни
Рингер обучается на дому. Он редко смотрит телевизор, но у него есть коллекция дисков любимых сериалов «Шоу Косби» и «Аватар: Легенда об Аанге», а также любимые фильмы «Вспоминая Титанов», «Триумф», и «Невидимая сторона». Его любимый актёр — Дензел Вашингтон. Дома у него живут две собаки и две крысы.
Кроме актёрского мастерства и боевых искусств, у Ноа довольно широкий круг интересов. Он любит спорт − увлекается борьбой, гольфом, теннисом, баскетболом, настольным теннисом и горными лыжами.
У него есть страничка в социальной сети Facebook, куда он довольно часто пишет.

## Фильмография
| Год  |   | Русское название         | Оригинальное название | Роль   |
| ---- | - | ------------------------ | --------------------- | ------ |
| 2010 | ф | Повелитель стихий        | The Last Airbender    | Аанг   |
| 2011 | ф | Ковбои против пришельцев | Cowboys & Aliens      | Эмметт |